# Sigehard (Münsterschwarzach)
Sigehard († 12. Februar 1166 bzw. 1167) war von 1149 bis 1166 bzw. 1167 Abt des Benediktinerklosters in Münsterschwarzach.

## Münsterschwarzach vor Sigehard
Sigehard war der achtzehnte Abt der Abtei Münsterschwarzach. Ein Männerkloster entstand allerdings erst im 9. Jahrhundert, zuvor hatte ein Frauenkonvent die Gebäude bewohnt. Um das neuerrichtete Kloster zu festigen, planten die neuen Herren der Abtei, die Würzburger Bischöfe, Klosterreformen in Münsterschwarzach einzuführen. Insbesondere die Reformen von Gorze, benannt nach einem Kloster im heutigen Frankreich, sollten dem Kloster nützen.
Unter den ersten zehn Äbten begann die „Gorzer Zeit“ von Münsterschwarzach. Sie erreichte ihren Höhepunkt unter Abt Egbert von Münsterschwarzach, der das Kloster zu einem Reformzentrum machte und auch andere Abteien die Erneuerungen nahebrachte. Erst zu Beginn des 12. Jahrhunderts wurden die Gorzer Reformen von den Klostererneuerungen von Hirsau im Schwarzwald abgelöst. Abt Dietrich kam direkt aus diesem Kloster nach Münsterschwarzach.

## Leben
Über die Herkunft und die Familie des Abtes Sigehard ist nichts bekannt. Fest steht, dass er das Amt des Klostervorstehers nach dem Tod seines Vorgängers Dietrich I. übernahm. Erstmals überliefert wurde Abt Sigehard bereits im Juni 1149. Als erste überlieferte Amtshandlung ließ der Prälat im Jahr 1151 einen steinernen Sarkophag errichten, der inmitten der Abteikirche aufgestellt wurde. Er barg die Gebeine des Würzburger Bischofs Erlung, sowie der Äbte Egbert und Burkard.
Daneben kümmerte sich Sigehard auch um die Erneuerung der klösterlichen Gebäude. Kurz nach seiner Ernennung begann der Bau einer Johanneskapelle über dem Torhaus und eines Narthex im Bereich der Kirche selbst. Letzterer wurde wohl am 19. November 1152 von Bischof Gebhard von Henneberg geweiht. Der Todestag des Abtes wird vom Münsterschwarzacher Nekrolog auf einen 13. Februar datiert. Diese Angabe ist jedoch falsch, da Sigehard bereits am 12. Februar in den Jahren 1166 oder 1167 verstarb.